# Fort Pius
El Fort Pius o Fort Pienc fou un fort militar de Barcelona, actualment desaparegut.

## Història i descripció
Fou construït per ordres del primer rei Borbó d'Espanya, Felip V, dins del pla d'instal·lacions militars que va manar aixecar amb l'objectiu de mantenir sotmesa la ciutat i el Principat, que li havien fet front en la Guerra de Successió (1705-1715). Aquestes fortificacions comprenien la Ciutadella i un fort avançat (Fort Pius o Fort Pienc), construït sobre les restes d'un convent de frares mínims i al lloc on hi havia la creu dita de Sant Francesc el 1719, a tocar de la carretera de Ribes. Aquesta fortalesa era a 2.700 peus (uns 760 metres) del Portal Nou de les muralles de Barcelona, i rebé el nom de Francesco Pio di Savoia, capità general de Catalunya (1715-1722). El seu nom és rememorat en l'actual barri del Fort Pienc, en l'institut públic IES Fort Pius i el CEIP Fort Pienc.
Segons la citació que en fa Pi i Arimon, era de planta rectangular i mesurava 165 peus per 144 peus (49,50 m x 43,2 m). Dels tres costats que donaven al pla de Barcelona disposava de fossat i un camí de ronda cobert. Del costat de Barcelona estava protegit per un senzill mur amb espitlleres per a protegir la porta. L'edifici contenia vint-i-dues troneres en els seus parapets, i catorze voltes sota del terraplè. Al contrari que el Fort de Sant Carles, a la Barceloneta, el Fort Pius no estava connectat per un camí protegit amb la Ciutadella i la distància entre ambdós era massa elevada per donar-se suport d'artilleria mutu i, per tant, es veia exposat a una possible conquesta en un atac sorpresa de l'enemic. Per tot això el 1760 es va decretar la seva destrucció. Finalment però, no va ser enderrocat fins a l'octubre de 1868. Quan les fortificacions militars de Barcelona van passar a l'administració local, la població va exigir l'enderrocament de les fortificacions, aprofitant les pedres d'aquest darrer per bastir l'església de Sant Martí del Clot a la plaça del Canonge Rodó. En aquells moments, l'espai i els voltants que va deixar el Fort Pius fins a l'arribada de l'edificació de l'eixample barceloní es convertí en una zona abandonada i amb certa mala fama entre els barcelonins.
A principis de l'any 1968, el Museu d'Història de la Ciutat va ser informat de la descoberta d'unes restes mentre es feien els fonaments d'un edifici d'habitatges a la Gran Via de les Corts Catalanes, 751 just davant de l'església del Roser. Després del seu estudi (publicat a la Carta arqueològica de Barcelona), es va proposar que es tractava de la fonamentació del Fort Pius, tot i que la ubicació no coincideix amb la localització real del fort, situat a l'actual carrer de Marina entre els d'Ausiàs Marc i Ali Bei.

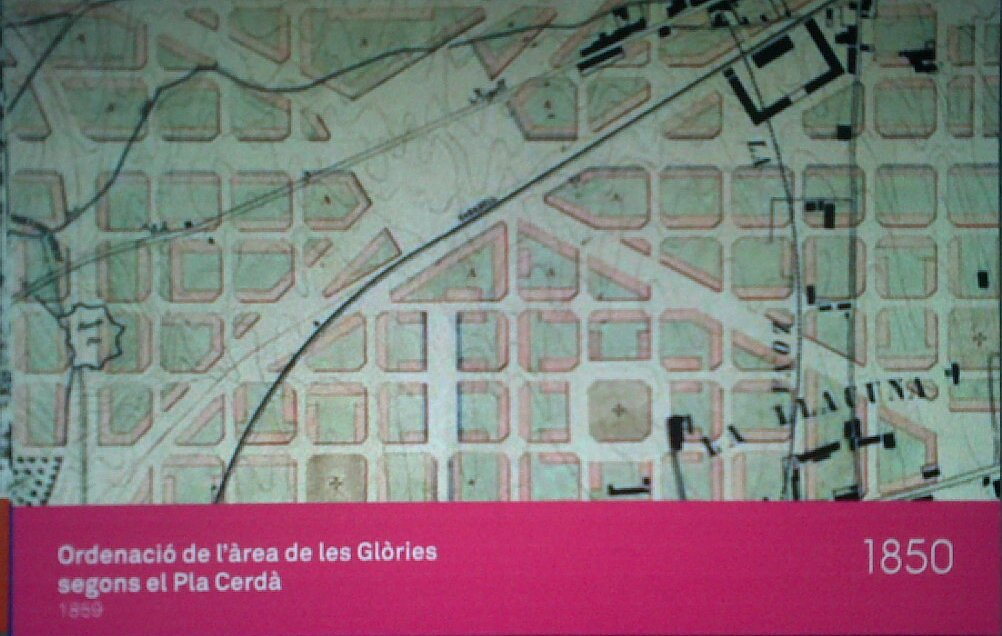
Ubicació del Fort Pius sobreposada al Pla Cerdà